# Langues au Cambodge
On compte une vingtaine de langues parlées au Cambodge. Elles appartiennent presque toutes à la branche môn-khmer de la famille des langues austroasiatiques. Deux langues sont austronésiennes : le cham et le jarai, qui appartiennent à la branche malayo-polynésienne.

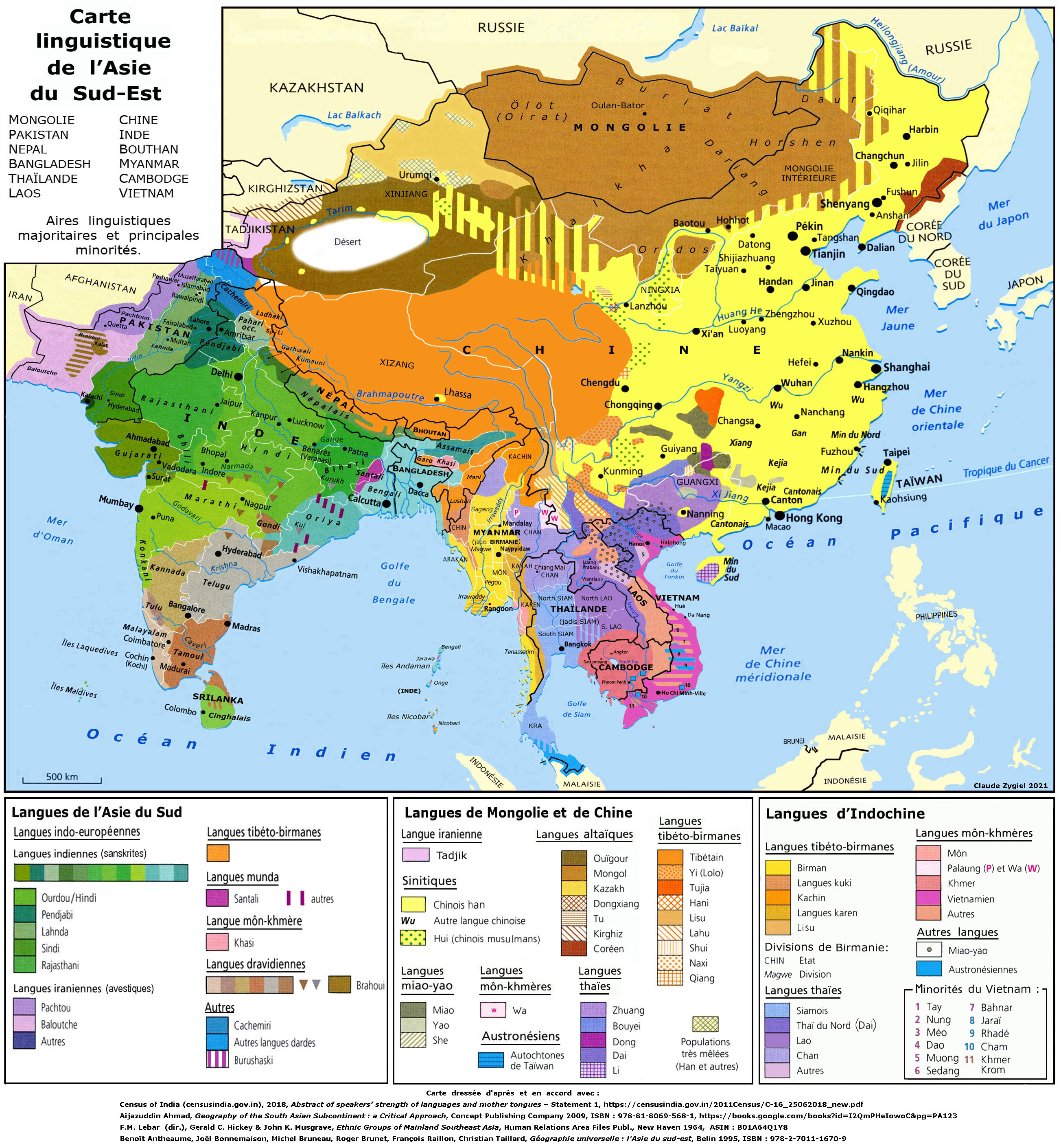
Langues de l'Asie du Sud-Est

94,3 % de la population du pays sont locuteurs d’une langue austroasiatique et 1,76 % d’une langue austronésienne.
Avec 13 millions de locuteurs en 2008, le khmer est de loin la première langue maternelle du pays, parlée en tant que langue maternelle par 96 % de la population.
Le cham, avec 204 055 locuteurs de langue maternelle en 2008, arrive loin derrière en 2e position.
Le français, l'ancienne langue coloniale, est parlé par environ 463.000 personnes (3% de la population en 2022), surtout des locuteurs en seconde langue de plus de 50 ans. D'après le recensement de 2008, 873 personnes ont le français en langue maternelle en 2008, surtout des enfants de réfugiés en France, entre 1976 et 1990, et qui sont de retour au pays. Le français est surtout parlé à Phnom Penh, par des membres de l'élite du pays, des pharmaciens, et des membres du personnel médical, des forces armées, des enseignants, ou des hommes d'affaires. Depuis la fin de la période des Khmers Rouges, en 1979, l'usage du Français a reculé au profit de l'anglais. Une grande partie de l'élite, ou des locuteurs du Français en seconde langue sont morts durant la période des Khmers Rouges où parler français ou une autre langue étrangère était jugé "Impérialiste".     
L'anglais est beaucoup plus courant, et s'il a 2 360 locuteurs en langue maternelle en 2008 (surtout des enfants de Cambodgiens réfugiés dans des pays anglo-saxons et de retour au Cambodge) il est parlé en seconde langue par au moins 500 000 Cambodgiens, surtout issus des jeunes générations. L'anglais a supplanté le français dès les années 1980, et avec la mondialisation, il est présent en plusieurs organisations économiques mondiales, comme l'ASEAN, ou l'APEC dont le Cambodge est membre. Dans les années 1990, les casques bleus de l'ONU présents au Cambodge étaient majoritairement anglophones.  
Pendant la période communiste du Cambodge, entre 1979 et 1989, quand le pays était occupé par les Vietnamiens, le vietnamien et le russe étaient deux langues enseignées dans le pays. Avec la chute de l'URSS en 1991, le russe n'est plus une langue importante et obligatoire, mais il reste enseigné à Phnom Penh. 
Le chinois reste une langue importante, mais il est surtout parlé au Cambodge sous la forme du dialecte haka, ou cantonnais.

## Langues maternelles
|    |
| -- |
| 1  |
| 2  |
| 3  |
| 4  |
| 5  |
| 6  |
| 7  |
| 8  |
| 9  |
| 10 |
| 11 |
| 12 |
| 13 |
| 14 |
| 15 |
| 16 |
| 17 |
| 18 |
| 19 |
| 20 |
| 21 |
| 22 |
| 23 |
| 24 |
| 25 |
| 26 |
| 27 |
| 28 |
| 29 |
| 30 |
| 31 |
| 32 |
|    |
|    |

| Langue           | %        | #          |
| ---------------- | -------- | ---------- |
| Khmer            | 96,31 %  | 12 901 447 |
| Cham de l'ouest  | 1,52 %   | 204 080    |
| Vietnamien       | 0,54 %   | 72 775     |
| Phnong           | 0,28 %   | 37 507     |
| Tampuan          | 0,23 %   | 31 013     |
| Kuy              | 0,21 %   | 28 612     |
| Jaraï            | 0,20 %   | 26 335     |
| Krueng (en)      | 0,15 %   | 19 998     |
| Lao              | 0,14 %   | 18 515     |
| Proav            | 0,07 %   | 9 025      |
| Stieng Bulo (en) | 0,05 %   | 6 541      |
| Chinois          | 0,05 %   | 6 530      |
| Kravet (en)      | 0,05 %   | 6 218      |
| Kraol            | 0,03 %   | 4 202      |
| Thaï             | 0,02 %   | 2 458      |
| Anglais          | 0,02 %   | 2 360      |
| Ra’ong (en)      | 0,01 %   | 1 831      |
| Pear (en)        | 0,01 %   | 1 827      |
| Mel (en)         | 0,01 %   | 1 697      |
| Coréen           | 0,01 %   | 904        |
| Français         | 0,01 %   | 873        |
| Thmoon           | 0,01 %   | 865        |
| Suoy (en)        | 0,01 %   | 857        |
| Chong (en)       | 0,01 %   | 743        |
| Klueng           | 0,01 %   | 702        |
| Sa'och (en)      | 0,00 %   | 445        |
| Kchruk           | 0,00 %   | 408        |
| Japonais         | 0,00 %   | 396        |
| Lon              | 0,00 %   | 327        |
| Rhade            | 0,00 %   | 21         |
| Môn              | 0,00 %   | 19         |
| Kchak            | 0,00 %   | 10         |
| Autres           | 0,05 %   | 6 151      |
| Total            | 100,00 % | 13 395 682 |

| Langue           | Nombre de locuteurs au Cambodge | Région                      |                 |
| ---------------- | ------------------------------- | --------------------------- | --------------- |
| Bru              | 5 286                           | Rotanah Kiri                | Austroasiatique |
| Cham occidental  | 220 000                         | villes le long du Mékong    | Austronésienne  |
| Chong            | 5 000                           | Chantaburi, Pursat          | Austroasiatique |
| Jaraï            | 15 000                          | Rotanah Kiri                | Austronésienne  |
| Kachok           | 2 000                           | Rotanah Kiri                | Austroasiatique |
| Khmer central    | 12 110 065                      | tout le pays                | Austroasiatique |
| Kraol            | 2 600                           | Kratie                      | Austroasiatique |
| Kravet           | 3 012                           | nord-est                    | Austroasiatique |
| Kreung           | 9 368                           | Rotanah Kiri Stung Treng    | Austroasiatique |
| Kuy              | 15 495                          | nord-est                    | Austroasiatique |
| Lamam            | 1 000                           | nord-est                    | Austroasiatique |
| Mnong central    | 20 000                          | Mondolkiri                  | Austroasiatique |
| Pear             | 1 300                           | Kompong Thom                | Austroasiatique |
| Sa'och           | 500                             | Kompong Som                 | Austroasiatique |
| Samre            | 50                              | Siemreap                    | Austroasiatique |
| Somray           | 2 000                           | Phum Tasanh                 | Austroasiatique |
| Stieng Bulo (en) | 6 059                           | Kratie, Mondolkiri          | Austroasiatique |
| Suoy             | 200                             | au nord-ouest de Phnom Penh | Austroasiatique |
| Tampuan          | 25 000                          | Rotanah Kiri                | Austroasiatique |

## Aptitude à lire et écrire
| Langue                                    | % pop.   | % alpha. | #          |
| ----------------------------------------- | -------- | -------- | ---------- |
| Khmer                                     | 77,60 %  | 99,04 %  | 8 873 373  |
| Khmer uniquement                          | 72,09 %  | 92,01 %  | 8 243 244  |
| Khmer et anglais                          | 3,81 %   | 4,86 %   | 435 426    |
| Khmer et autres langues excepté l'anglais | 1,70 %   | 2,17 %   | 194 419    |
| Autre que le khmer                        | 0,75 %   | 0,96 %   | 86 010     |
| Population alphabétisée                   | 78,35 %  | 100,00 % | 8 959 383  |
| Population de 7 ans et plus               | 100,00 % |          | 11 434 946 |